# البعثة الفرنسية الثانية للقارة القطبية الجنوبية

أبحرت البعثة الثانية من الميناء في 15 أغسطس 1908. بقيادة الطبيب جان باتيست شاركو (Jean-Baptiste Charcot) على متن السفينة لما لا؟ ?POURQUOI-PAS .وقد كان نجاح البعثة الأولى محفز قوى لشاركو حتى انه كان يعد لها من قبل انتهاء الرحلة الأولى على السفينة الفرنسية FRANÇAIS. وقد شجع شاركو النتائج المرضية التي حققه العلماء من البعثة الاستكشافية الأولى في القارة القطبية الجنوبية.

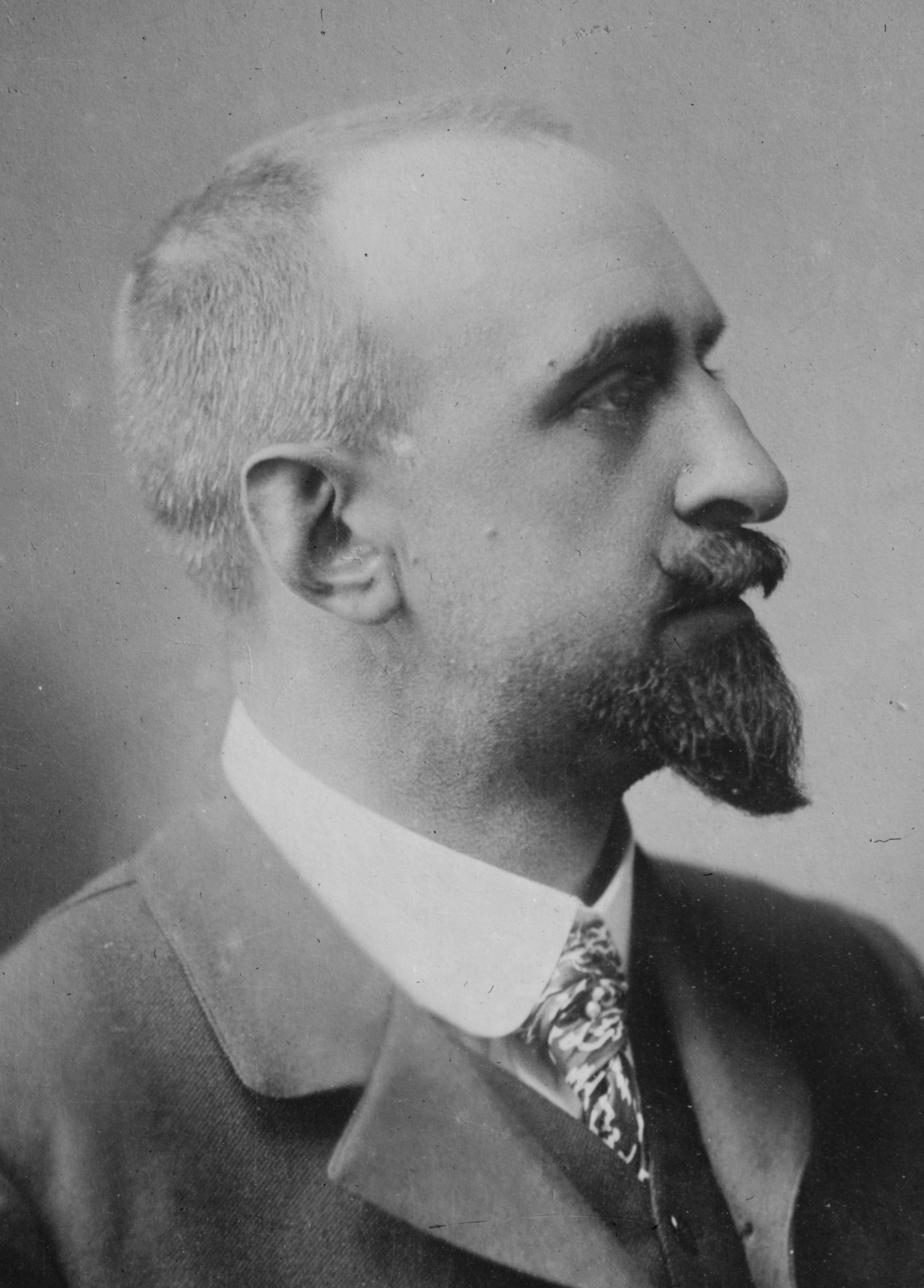
جان باتيست شاركو

## ألاعداد للرحلة
قام جان باتيست شاركو بتقديم خطة إلى أكاديمية العلوم التي شكلت لجنة خاصة ووافقت على برنامج البعثة.وكانت موافقت المتحف ومعهد علوم المحيطات في توطيد الطلب المقدم من شاركو إلى الحكومة الفرنسية للدعم المالى وكما هو متوقع، فإن الحكومة الفرنسية، من خلال ميزانية وزارة التعليم العام، وافقت على تقديم 600,000 فرنك كمساعدة مالية للبعثة. كما تلقت البعثة أيضا 100,000 فرنك تتضمن 10,000 فرنك من الجمعية الجغرافية في باريس جنبا إلى جنب مع المنح المقدمة من المتحف، المجلس البلدي بباريس وغرف التجارة في العديد من المدن الفرنسية الكبيرة. كما قدمت وضعت وزارة البحرية ثلاث ضباط تحت قيادة شاركو ووعدت بتقديم 250 طن من الفحم للرحلة.بالإضافة إلى ذلك تم تقديم كل الادوات العلمية والخرائط والوثائق من وزارة المسح.
كما قدم امير موناكو الزى للرحلة وكانت ترسانة العلمية للبعثة من اغنى واكمل الادوات التي حملت في بعثة إلى القارة القطبية الجنوبية مع تدفق الهدايا على البعثة من المتحف، مكتب خطوط الطول ومرصد مونستيرى س Montsouris وإدارة الأرصاد الجوية، والمعهد الزراعي ومعهد باستور.

### بناء السفينة لما لا

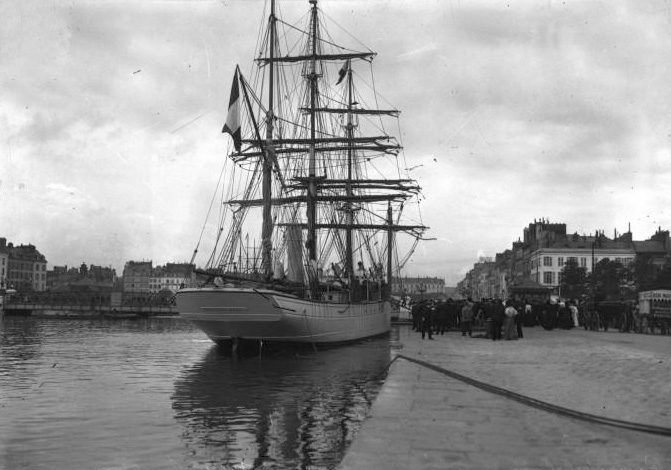
Pourquoi-Pas-Havre-1908 (2).jpg
108 كيلوبايت

بينما كان الطاقم العلمى يتمتع على قارب امير موناكو، كان شاركو يواصل البحث عن سفينة للرحلة حيث انها أهم جزء في الرحلة. في بادئ الامر كان يفكر باستعادة الفرنسية FRANÇAIS(بعد تسميتها بساطة بالغة AUSTRAL) من الحكومة الأرجنتينية ولكن لم يستطيع ذلك لان السفينة كان تجهز لتستخدمها الأرجنتين في جنوب جزر اوركني. حاول شاركو بمساعدة أحد اصدقائه المقربين في شراء سفينة لصيد الحيتان من اسكتلندا أو النرويج. ولكن كل ما استطاعوا الحصول عليه هو سفينة قديمة تحتاج الكثير من التصليحات. ولكنه انهى بحثه واتجه إلى الأب غوتييه Père Gautier الذي كان بناء سفن ماهر من سانت مالو، الذي كان خبير في امور الفرنسية FRANÇAIS. كان الأب غوتييه متحمس جدا من خلال الفرصة التي قدمها له شاركو لبناء السفينة لما لا؟ ?POURQUOI-PAS بدء العمل في السفينة في سبتمير 1907 وانزلت إلى الماء في 18 مايو 1908 وقد تم تجهيزها 3 سوارى وصوارى البرج قصير ولكنه قوى، وقد تم اختيارها في ترسانة بريست على انها الاعلى تكلفة.تم تجهيز كل شئ في السفينة ليكون اقوى ثلاث مرات من السفن ذات نفس الحمولة، الضلوع الثقيلة تم تقريبها من بعضها البعض، وتم تغطية الاضلاع بلوحين من الخشب لحميتها من الماء والجليد، ومن الداخل تم طلائها بالتار والفحم، والسفينة كلها مصنوعة من أجود أنواع البلوط، قام كل من لابروس Labrosse وفوش Fouché ببناء المحرك بقدرة 450 حصان.

## البداية
غادرت الرحلة الفرنسية الثانية لو هافر في 15 أغسطس 1908. غادرت بطاقم يتكون من 22 فرد 8 منهم كانوا على متن الرحلة الأولى وايضا زوجته الصغيرة ميج 
- في 12 أكتوبر وصلت السفينة لما لا؟ ?POURQUOI-PAS إلى ريو دى جانيرو حيث تم استقبالهم بالهدايا كما تم أيضا استقبلهم بالهدايا عندما وصلوا إلى بيونس أيرس وبقت زوجة شاركو على السفينة حتى وصلت السفينة إلى بونتاأريناس وبدات زوجته رحلت عودتها الطويلة إلى فرنسا
- وفي 16 ديسمبر غادرت البعثة بونتاأريناس ووصلت بعد ستة أيام الي جزيرة سميث في سيتلاند الجنوبية.ومن هناك ابحروا حول الجزيرة واكملوا جنوب شرق حتى وصلوا إلى جزيرة الخداع.وتم الترحيب بهم من قبل مستعمرة مزدهرة لسفن صيد الحيتان النرويجية. وعلى شاطئ الخليج كانت تنتشر الهياكل العظمية والجثث من صيدهم، كان النرويجيون سعداء جدا للفرصة التي اتيحت لهم اخيرا لشكر شاركو على المخططات الرائعة في رسم شمال ساحل ارض غراهام.حيث كانوا يستخدموها في بحثهم عن اراضى جديدة لصيد الحيتان، وكانوا سعداء أيضا لوجود طبيب بينهم لانقاذ شاركوا حياة أحد البحارة من الغرغرينة ببتر يده.وغادر شاركو جزيرة الخداع وطاقم سفن الصيد النرويجية في يوم عيد الميلاد 1908
- 29 ديسمبر وصلت لما لا؟ ?POURQUOI-PAS إلى جزيرة بوث حيث رست الفرنسية FRANÇAIS في شتاء 1904 ذهب شاركو إلى الشاطئ واكتشاف ان كل شئ كما هم قائلا أشعر كما لو لم أكن بعيدا ويقع ميناء نادر في جزيرة بيترسون.1 يناير 1909 أطلق شاركو اسم على ميناءالختان (Circumcision) على شرف المستكشاف الفرنسي الكبير جان باتيست تشارلز بوفيت Jean-Baptiste Charles Bouvet de Lozier
- بعد ثلاثة أيام، في الساعة 5 مساء، شاركو، والجيولوجي غوردون والملازم غودفري. إنطلاقوا في السفينة ليلقوا نظرة حول الساحل بالقرب من قرن توكسن Tuxen.وتذكروا 5 أيام التي قضوها في الكفاح على متن الرحلة السابقة على الفرنسية FRANÇAIS لعبور المضيق بين جزيرة بيترمان والساحل، تخلصوا من الحذر وقاموا بتغير ملابسهم حيث انهم لن يبقوا خارج السفينة لوقت طويل، وكان الماء خالى من الجليد. قاموا بدراسة الساحل وجزيرة برثولات Bertholet لمعرفة الطرق الممكنة للجنوب. وبعد الانتهاء من الدراسة قاموا بتناول وجبة ثم عادوا السفينة، وفي 10 مساء بدأت الثلوج في التساقط. انسدت القناة وكل الطرق الضيقة سدت بالجليد العائم، حاولوا المرور مرات عدة ولكن حزم الجليد تكونت حولهم بسرعة. كان البحر هادئا، ولكن الثلج تحول إلى صقيع، مما جعل الرجال يشعرون بالبرد حتى النخاع.انسد المحرك وعندما قام ملازم غودفري فتح طريق في الجليد بمجرفة ايصب بالرعب عندما انزلقت المجرفة من يده المتجمدة ووقعت في القاع. ثلاثة أيام وليال مرت قبل أن يكتشف الرجال. كتب شاركو قائلا صحنا معا... سمعنا صيحات الفرح ورأينا لما لا؟ تقترب في الجليد والضباب. ياله من مشهد رائع ! وحتى بعد 24 ساعة كان الثلاثة مازالوا يتحدثون عن المعجزة التي تمت لانقاذهم، عندما كرر التاريخ نفسه والسفينة لما لا؟ ?POURQUOI-PAS كالسفينة الفرنسية FRANÇAIS
- وفي نهاية يناير 1909 عبرت البعثة الدائرة القطبية وأبحر على طول جزيرة أديلايد. كانت طول الجزيرة في الخرائط السابقة 8 أميال، ولكن كما اتضح، كان في الواقع أكثر من 70 ميلا.
- قام الرجال برسم خرائط كل شئ وقعت اعينهم عليه. ودخلوا خليج كبير، جنوب جزيرة أديلايد، ووأطلقوا عليه اسم خليج مارغريت نسبتا إلى ميج زوجة شاركو.وفي نهاية يناير توجهت السفينة إلى خليج الختان في جزبرة بيترمان، حيث أقام الطاقم مخيم الشتاء.
- قاموا بافراغ السفينة من المعدات العلمية التي استغرقت شهرا كاملا.وقاموا ببناء أربعة اكواخ على الشاطئ الغربى لمدخل الخليج تضاء بالكهرباء وقاموا بمدد الاسلاك على اعواد الخيزران من الاكواخ حتى السفبنة.وقاموا بنشر اسلاك حديدية ضخمة مضاعفة القوة على المدخل لحماية السفينة من الجبال الجليدة العائمة التي تدخل الخليج، وتم تامين السفينة بالسلاسل. وكان الرجال بحاجة إلى بعض الترفيه فقاموا في 23 فبراير احتفال بماردي غرا قام يوفيل، وعالم الحيوان، بحلق لحيته ولون أنفه بالأحمر أما غوردون وعالم النبات تنكروا كعرب.
- بحلول مارس 1909 انتهى فصل الخريف في القطب الجنوبى، وكانت الجبال الجليدية قامت باجهاد الحبال الحديدية الضخمة والسفينة لما لا؟ ?POURQUOI-PAS. بحلول أبريل عادت العواصف، وانخفضت درجات الحرارة وتساقطت الثلوج بكثافة. وللحفاظ على معنويات الرجال قام شاركو ومساعديه بتنظيم دورات في النحو والجغرافيا واللغة الإنجليزية والملاحة، بينما أعطى يوفيل محاضرات في الإسعافات الأولية. كان نحو 1500 كتاب متاحة للقراءة وأصدر شاركو نسخة يوميا من لوماتان. وحاولا كتابة رواية رومانسية بأسم  عاشق كاتب الطابعة L'Amant de la Dactylographe واستمتع الرجال بكل فصل كان يقراء عليهم. وفي الخارج في الهواء الطلق قاموا بتاسيس نادي القطب الجنوبي الرياضى.قاموا بعمل مسار للتزلج على إحدى المنحدارت المنخفضة في مدخل الخليج وقاموا بعقد سباقات ومنح الفائزين الميداليات. اصيب شاركو بأنيميا القطبية وتورمت قدمه بشكل سئ، كافحت رئتيه كلما اتخذ نفس الذي كان يؤلمة.توقفت كل الرحلات نتيجة الطقس شديد السوء.

## العودة
- في 18 سبتمبر 1909 أرسلت بعثة إلى جزيرة غراهام وكان شاركو مزال مريض ليلاحق بالرحلة ولكن في أكتوبر خارج في أول رحلة.قام الرجال بتحميل المعدات العلمية على ضهر السفينة وعندما انتهوا ابحرت السفينة لما لا؟ ?POURQUOI-PAS إلى المستعمرة النرويجية في جزيرةالخداع لتموين السفينة بالفحم. وقد وصلوا إلى هناك في 27 نوفمبر. وهناك تلقوا اخبار سارة بان روبرت بيري وصل إلى القطب الشمالى في أبريل.و عبر الفرنسى لويس بليرو Blériot القناة الإنجليزية بالطائرة.
- عرضت النرويجيين خدمات الغطس على شاركو، نزل الغطاس وتفقد البدن التالفة من 'لما لا؟ ?POURQUOI-PAS ووجد ان جزء كبير من العراضة تمزق، واقتراح النروجيون ان إذا اراد شاركو والرحلة النجاة فعليهم العودة فورا

لم يرد شاركو ذلك لان كان يتعلق بشرف بلاده وايضا كانت سمعته على المحك. وفي 7 يناير 1910 ابحرت السفينة جنوبا وبعد 3 أيام عبروا الموازى 67 وشاهدوا جزيرة الكسندر وشاهد شئ اخر بعدها فصعد إلى برج المراقبة وكانت ارض لم يشاهدها أحد من قبل فابحروا غربا وفي 11 يناير 1910 تقع في s70° 76°W واطلق عليها اسم ارض شاركو نسبتا إلى والده، حاوالو الاقتراب منها ولكن الجليد منعهم ولخوفهم على السفينة ابحروا غربا في شكل قوس كبير واستكشفوا خط الساحل حتى 124 w .وفي 22 يناير اتجهوا إلى أمريكا الجنوبية، وفي 11 فبراير 1910 وصلت البعثة إلى بونتا أريناس. ومن هناك اتجهوا شمال وفي اوائل يونيو عبروا المحيط الاطلنطى
- ودخلت نهر السين في 4 يونيو
- وفي 5 يونيو الساعة 2:00 استقبلهاثنين من زوارق الطوربيد إرسالت إلى من قبل الاميرال بوي دى لا برياير Boué de la Peyrère وزير البحرية حيث وصلت إلى وران.

## النتائج
كانت نتائج البعثة الفرنسية الثانية مذهلة فقد تم رسم خرائط 1250 ميلا من السواحل والأراضي المكتشفة حديثا، كانت الخرائط المرسومة دقيقة حتى 25 عام أخرى. وقد تم جمع البيانات العلمية ما يكفي لملء 28 مجلدا، موضخة ب 3000 صورة التقطت خلال البعثة، وقد وصفة مؤرخة القطب الجنوبى ادوين سويفت بالش رحلات شاركو للقطب الجنوبى قائلة تحتل الصدارة في مقدمة أهم البعثات إلى انتاركتيكا. لا أحد سبقه القلة تساوة معه كزعيم ومراقب علمى.روبرت فالكون سكوت وصفه قائلا الرجل النبيل من القطب ''
- في ليلة 15 سبتمبر 1936 اغرقت عاصفة على سواحل ايسلاندا السفينة 'لما لا؟ ?POURQUOI-PAS وغرق معها الطبيب جان باتيست شاركو (Jean-Baptiste Charcot) و44 من الطاقم ولم ينج من الحادثة الا فرد واحد.